# NGC 1473
NGC 1473 este o galaxie situată în constelația Hidra Australă. A fost descoperită în 2 noiembrie 1834 de către John Herschel. Se află la o distanță de 1.373,6264 de parseci de Pământ.